# Kanonnier

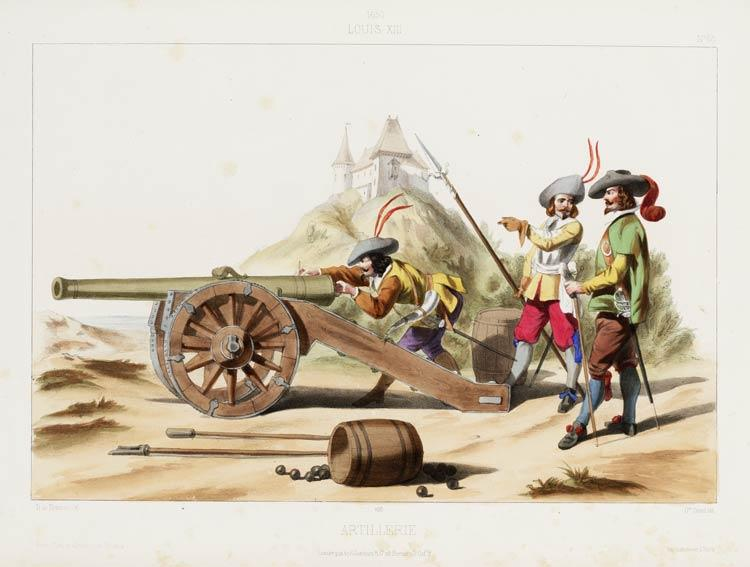
Franse kanonniers rond 1630

Een kanonnier is een soldaat bij de artillerie.
Andere rangnamen bij de artillerie zijn: 
- rijder in plaats van soldaat (bij het korps rijdende artillerie)
- wachtmeester in plaats van sergeant
- opperwachtmeester (informeel "opper") in plaats van sergeant-majoor
- kornet in plaats van vaandrig.

In tegenstelling tot wat bij de cavalerie (net als de artillerie een bereden wapen) gebruikelijk is, heet de kapitein gewoon kapitein en niet ritmeester.
Een kanonnier is  ingedeeld bij een onderdeel (vaak de bediening van een of meer stukken). Van klein naar groot zijn dat: peloton, batterij en afdeling.